# زیردریایی یو-۲۷۹
زیردریایی یو-۲۷۹ (به انگلیسی: German submarine U-279) یک زیردریایی بود که طول آن ۶۷٫۱ متر (۲۲۰ فوت ۲ اینچ) بود. این زیردریایی در سال ۱۹۴۳ ساخته شد.